# Kings Mills (Ohio)
Kings Mills es un lugar designado por el censo ubicado en el condado de Warren en el estado estadounidense de Ohio. En el Censo de 2010 tenía una población de 1319 habitantes y una densidad poblacional de 365,59 personas por km².

## Geografía
Kings Mills se encuentra ubicado en las coordenadas 39°21′29″N 84°14′34″O / 39.35806, -84.24278. Según la Oficina del Censo de los Estados Unidos, Kings Mills tiene una superficie total de 3.61 km², de la cual 3.48 km² corresponden a tierra firme y (3.52%) 0.13 km² es agua.

## Demografía
Según el censo de 2010, había 1319 personas residiendo en Kings Mills. La densidad de población era de 365,59 hab./km². De los 1319 habitantes, Kings Mills estaba compuesto por el 95.68% blancos, el 1.44% eran afroamericanos, el 0% eran amerindios, el 1.06% eran asiáticos, el 0% eran isleños del Pacífico, el 0.3% eran de otras razas y el 1.52% pertenecían a dos o más razas. Del total de la población el 2.12% eran hispanos o latinos de cualquier raza.